# Герои Олимпа
«Герои Олимпа» (англ. The Heroes of Olympus) — цикл жанра героического подросткового фентези американского писателя Рика Риордана. В романах подробно описывается конфликт между греческими полубогами, римскими полубогами и Геей, также известной как Мать-Земля. Цикл является продолжением серии романов Перси Джексон и Олимпийцы, в которой подробно рассказывается о жизни современных греческих полубогов. В книгах-сиквелах Риордан освещает римскую мифологию, а также вводит некоторых новых персонажей. а также приквелом «Испытания Аполлона». Первая книга серии, «Пропавший герой», была выпущена 12 октября 2010 года, тогда как заключительный роман, «Кровь Олимпа», вышел 7 октября 2014 года.

## Пророчество Семи
Сюжет цикла Герои Олимпа вращается вокруг пророчества, представленного в конце «Последнего пророчества», предсказывающего объединение семерых полубогов, которые должны не допустить пробуждение богини земли Геи. Для этого, представители Лагеря Полукровок должны примириться с жителями Лагеря Юпитера. Пророчество гласит:

 На зов ответят семь полукровок,
 В огне и буре мир гибнет снова.
 Клятву сдержи на краю могилы, 
 К Вратам Смерти идут вражьи силы. 
Дочь мудрости одна на пути незримом
Метка Афины горит над Римом,
Близнецы крадут неспешно ангела последний вздох,
У него есть ключ от смерти нескончаемых оков.
Бич гигантов золотом и белизной одет,

 Победив тюрьмы плетенья, с болью вырвется на свет.

### Пояснение
- 1 строка: появятся семеро полубогов для предотвращения Конца Света.
- 2 строка: Гею сможет остановить одна из 2 стихий: огонь или буря (Джейсон или Лео. Впоследствии в книге «Кровь Олимпа» оказалось, что огонь — это запустивший себя (волей случая) из онагра вместе со снарядами глава римского Лагеря Юпитера Октавиан, получивший пророчество от своего отца Аполлона, что он будет спасителем Рима. Снаряды раскололи сознание находившейся в воздухе пробудившейся во время финальной битвы римско-греческих войск и гигантов Геи. Бурю произвёл Джейсон, сын Юпитера
- 3 строка: Лео попал на остров Огигию, где встретил Калипсо, в которую позже влюбился и пообещал вернуться, дав смертельную клятву. В «Крови Олимпа» умерший, из-за попадания Октавиана в Гею, и возродившийся с помощью созданного Асклепием эликсира, Лео попал снова на остров Огигия, где воссоединился с Калипсо и отправился с ней путешествовать по миру.
- 4 строка: вместе, полубоги (Аннабет и Перси) объединив усилия с титаном Бобом и гигантом Дамасеном преодолевают просторы Тартара и закрывают Врата Смерти.
- 5 и 6 строка: Аннабет в одиночку отправляется за меткой Афины, где преодолевает свои страхи, сражается с Арахной и находит Афину Парфенос.
- 7 строка: близнецы гиганты От и Эфиальт похитили сына Аида Нико ди Анджело и заточили его в огромный кувшин, а ангел, потому что его фамилия пишется angelo.
- 8 строка: Нико нашёл способ как можно закрыть врата смерти.
- 9 и 10 строки. Статуя Афины Парфенос, украденная много веков назад римлянами, вырвется на свет и вылечит богов, вернув им всю мощь, потерянную во время войны двух лагерей.

## Романы

### «Пропавший герой»
Роман начинается с появления Джейсона Грейса, Пайпер МакЛин и Лео Вальдеса, — трёх недавно обнаруженных полубогов, которые попадают в Лагерь Полукровок в ответ на зов пророчества. Они отправляются в поиск, чтобы предотвратить воскрешение короля гигантов Порфириона и спасти отца Пайпер, похищенного другим гигантом, Энкеладом. Джейсон, страдающий амнезией, начинает вспоминать фрагменты своего прошлого на протяжении всей книги. Выясняется, что он является представителем римского лагеря полубогов, известного как Лагерь Юпитера. Жители Лагеря Полукровок решают найти этот лагерь, чтобы приобрести союзников для битвы с Геей, матерью гигантов, а также вернуть без вести пропавшего Перси Джексона.

### «Сын Нептуна»
Роман начинается с того, что Перси Джексон (страдающий амнезией) попадает в Лагерь Юпитера и знакомится с несколькими римскими полубогами. Выслушав пророчество Марса, он, Фрэнк Чжан и Хейзел Левеск отправляются на Аляску, чтобы остановить восстание гиганта Алкионея и освободить бога смерти Танатоса. После успешного завершения своей миссии группа возвращается в Лагерь Юпитера, чтобы защитить его от ещё одного гиганта, Полибота, и его армии. После отражения этого вторжения полубоги из Лагеря Юпитера отправляются на встречу с делегацией из Лагеря Полукровок, прибывшей на летающем корабле Арго II.

### «Метка Афины»
После того, как Арго II непреднамеренно атакует Лагерь Юпитера, семь полубогов из «Пророчества Семи» — Перси Джексон, Аннабет Чейз, Хейзел Левеск, Фрэнк Чжан, Джейсон Грейс, Пайпер МакЛин и Лео Вальдес — убегают от римских легионеров. Они отправляются в Рим вслед за меткой Афины, магическим талисманом, предназначенным для того, чтобы привести детей Афины (подобно Аннабет) к пропавшей Афине Парфенос. Во время их путешествия они узнают, что Нико ди Анджело был захвачен Алоадами, и отправляются спасти его. Хотя они успешно освобождают сына Аида и находят статую, Аннабет и Перси падают в Тартар, а остальная часть группы решает найти способ освободить их.

### «Дом Аида»
В Тартаре Перси Джексон и Аннабет Чейз направляются к Вратам Смерти (единственному выходу в мир смертных) в сопровождении титана Боба, надеясь сбежать и вместе с тем остановить возрождение сил Геи. В мире смертных оставшиеся полубоги ищут другую сторону Врат, чтобы помочь открыть их. Также они встречаются с Рейной Авилой Рамирес-Ареллано, римским полубогом. Она, Нико ди Анджело и тренер Хедж отправляются в Лагерь Полукровок, чтобы доставить Афину Парфенос. После воссоединения, полубоги из пророчества направляются в Грецию, где, как они считают, соберутся приспешники Геи.

### «Кровь Олимпа»
В то время как Рейна Рамирес-Ареллано, Нико ди Анджело и Глисон Хедж продолжают свой путь в Лагерь Полукровок (где римляне готовятся атаковать греков), семёрка из пророчества прибывает в Афины. С помощью богов полубоги побеждают гигантов в Афинах. Затем они возвращаются к битве на Лонг-Айленде, и Лео Вальдес жертвует собой, чтобы победить Гею и спасти мир. На последних страницах Лео воскрешается своим бронзовым драконом Фестусом и отправляется на поиски своей влюбленной Калипсо. Не зная, что он жив, Лагерь Полукровок и Лагерь Юпитера оплакивают его потерю, решив стать союзниками и не допустить повторения подобной смертельной войны.

### «Дневники полукровки»
Книга была выпущена 14 августа 2012 года. «Дневники полукровки» представляют собой сборник рассказов. Как и «Секретные материалы», книга содержит несколько новых историй с интервью персонажей, иллюстрациями, головоломками и викторинами. В «Дневниках полукровки» представлены следующие рассказы:
- «Дневник Луки Кастеллана»: Талия Грейс и Лука Кастеллан встречают Хэлсина Грина, Лука получает свой нож, и дуэт знакомится с Аннабет Чейз. События этой истории разворачиваются примерно за пять лет до начала «Похитителя молний», первой книги цикла Перси Джексон и Олимпийцы[10].
- «Перси Джексон и посох Гермеса»: Гермес поручает Перси и Аннабет вернуть его кадуцей у огнедышащего гиганта Какуса. История разворачивается между «Последним пророчеством» и «Пропавшим героем»[10].
- «Лео Вальдес и поиски Буфорда»: Джейсон Грейс, Лео Вальдес и Пайпер МакЛин противостоят группе менад, разыскивая Буфорда, который сбежал с важной частью разработок незаконченного Арго II. История разворачивается в Лагере Полукровок между событиями «Пропавшего героя» и «Сына Нептуна»[10].
- «Сын магии»: Алебастр К. Торрингтон, сын богини Гекаты, сражавшийся на стороне Кроноса, сталкивается с Ламией. Он странствует в одиночестве после изгнания из Лагеря Полукровок вслед за поражением Кроноса в «Последнем пророчестве» и просит смертного Говарда Клеймора о помощи. Эта история была написана сыном Рика Риордана, Хейли Риорданом[10][11].

## Персонажи

### Греки
- Перси Джексон — 17-летний полубог и сын Посейдона, бога морей, из Лагеря Полукровок. Является главным героем цикла Перси Джексон и Олимпийцы. В «Сыне Нептуна» страдает амнезией, сохранив воспоминания только о своей любимой девушке, Аннабет Чейз.
- Аннабет Чейз — 17-летняя дочь Афины, богини мудрости. По словам Перси, она — «самая умная девушка в лагере». Также, Аннабет является одарённым и целеустремлённым архитектором.
- Пайпер МакЛин — 15-летняя дочь Афродиты, богини любви. Она — одна из немногих детей Афродиты, у которой есть редкий наследственный дар «очарования» (способность волшебным образом убеждать людей делать то, что ей хочется), а Джейсон Грейс считает её прекрасной. Она владеет ножом под названием Катоптрис (ранее принадлежавший Елене Тройской), который показывает ей видение будущего. Она начинает встречаться с Джейсоном Грейсом (сыном Юпитера) по ходу сюжета.
- Лео Вальдес — 15-летний сын Гефеста, бога огня и кузни. Владеет очень редкой способностью контролировать огонь. Он известен среди своих соседей по дому ремонтом автоматизированного бронзового дракона Фестуса. Лео руководит строительством Арго II. Начинает встречаться с Калипсо в «Крови Олимпа», вернувшись на Огигию в завершении романа.
- Нико ди Анджело — 14-летний сын Аида, бога подземного мира, который имеет власть над мёртвыми и способен «путешествовать в тени» на большие расстояния. Он единственный полубог, который знал об обоих лагерях до войны. Нико начинает встречаться с Уиллом Соласом в течение периода времени, охватывающего конец «Крови Олимпа» и начало «Скрытого оракула», первой книги в следующей серии.
- Глисон Хедж — старый сатир, бывший тренер в Школе Джунглей. Первый ребёнок Хеджа родился во время последней книги серии.
- Талия Грейс — биологическая сестра Джейсона, но дочь Зевса, а не Юпитера (Юпитер и Зевс в разных аспектах — один и тот же бог, что делает Джейсона сыном Рима, а Талию дочерью Греции).
- Тайсон — циклоп и сын Посейдона, сводный брат Перси.
- Рэйчел Элизабет Дэр — оракул Лагеря Полукровок. Не является полубогом, однако обладает способностью видеть сквозь туман. Была выбрана сосудом дельфийского духа.
- Гроувер Ундервуд — лучший друг Перси и сатир, глава совета козлоногих старейшин. Он и Перси обладают эмпатической связью, что позволяет им общаться друг с другом.
- Уилл Солас — 15-летний греческий полубог, сын Аполлона и Наоми Солас. Является старостой домика Аполлона и главным целителем Лагеря Полукровок. Встречается с Нико ди Анджело.

### Римляне
- Джейсон Грейс — 15-летний сын Юпитера, который умеет летать, управлять ветрами и молниями и создавать штормы. Ранее был претором Лагеря Юпитера, после чего Гера забрала его воспоминания и поменяла местами с Перси.
- Хейзел Левеск — 13-летняя дочь Плутона, римского бога мёртвых и богатства. Первоначально она жила в 1940-х годах, прежде чем умереть, чтобы остановить восхождение Алкионея, а затем её возродил её сводный брат Нико ди Анджело. Она может контролировать драгоценные металлы и камни, перемещаться под землёй и управлять туманом.
- Фрэнк Чжан — 16-летний сын Марса, римского бога войны, а также потомок Посейдона. Обладает способностью менять форму.
- Рейна Авила Рамирес-Ареллано — 16-летняя дочь Беллоны, римской богини войны, а также претор лагеря Юпитер. Рейна может передавать свои полезные способности (такие как её мужество, сила и лидерские качества) другим полубогам.
- Октавиан — 18-летний потомок римского воплощения Аполлона и авгур Лагеря Юпитера. Октавиан жаждет власти и захватывает контроль над лагерем после того, как Рейна отправляется на поиски Афины Парфенос. Он в значительной степени ответственен за нападение римского лагеря на Лагерь Полукровок.

## Происхождение и история развития
Понимая, сколько греческих и римских мифов он оставил нетронутыми, а также благодаря огромному успеху оригинальной серии, Риордан начал работу над вторым циклом, черпая вдохновение для сюжетной линии из личного опыта, который приобрели он и его дети, играя в видео и ролевые игры, такие как «World of Warcraft» и «Scion». Определившись с развитием сюжета, Риордан создал трёх новых главных героев — Джейсона, Пайпер и Лео, но в то же время продолжал использовать предыдущих протагонистов, таких как Аннабет и Гроувер, в качестве второстепенных персонажей .

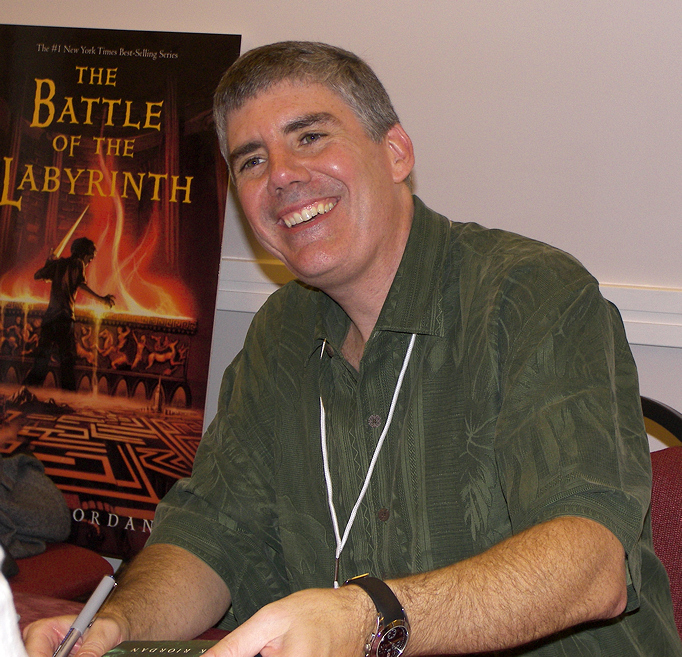
Рик Риордан, — автор циклов Перси Джексон и Олимпийцы и Герои Олимпа.

В отличие от серии Перси Джексон и Олимпийцы, в которой повествование от первого лица разворачивается исключительно с точки зрения Перси, вторая серия рассказывается от третьего лица, причём поочерёдно фокусируется на различных главных героях. В «Пропавшем герое» такими персонажами являются Джейсон, Пайпер и Лео. Хотя изначально Риодан не знал, как фанаты воспримут изменения, позже он обнаружил, что им нравится новый формат, поскольку он позволяет им больше узнавать о каждом персонаже.
Риордан заявил: «это был мой способ дать им [фанатам] возможность вновь вернуться в этот мир, а также воссоединиться с Перси, Аннабет и остальными членами банды из первой серии». Также автор решил включить римских богов после того, как многие читатели попросили Риордана написать новую серию о римских богах, которые являются римским эквивалентом греческих богов, с некоторыми незначительными изменениями в личности. Он размышлял о том, каким будет римский аспект богов после переезда из Греции в Рим, а затем в Америку. По словам автора, «заигрывание с этой идеей преподнесло мне идею для новой серии».

## История публикаций
«Пропавший герой», первая книга цикла Герои Олимпа, была выпущена 12 октября 2010 года в твёрдом переплёте, в формате аудиокниги и электронной книги. Первоначальный тираж издания составил 2,5 миллиона экземпляров. До официального выхода книги вышло несколько рекламных материалов от Disney-Hyperion. Версия графического романа, адаптированная и иллюстрированная Орфеусом Колларом, вышла 7 октября 2014 года.

## Критика
После выхода «Пропавший герой» возглавил список бестселлеров по версии The New York Times, USA Today, The Wall Street Journal и Publishers Weekly. Многие критики оценили роман как хорошее продолжение предыдущей серии Риордана. В обзоре The Epoch Times говорится: «Если кто-то боится, что Риордан не сможет держать новую серию о Перси Джексоне на том же уровне, — он может перестать беспокоиться. Этот новый цикл, хотя он и находится в том же жанре, что и серия о Перси Джексоне, имеет свежие идеи, содержит больше тайн и магии, и удерживает читательское внимание от начала до конца». Несмотря на положительные отзывы, некоторые ревью носили смешанный характер. Вики Смит из Kirkus Reviews отметила: «[в книге] присутствует слишком много страниц с растянутым действием, не показанными событиями и неуклюжими диалогами… Если Риордан не сможет вместить свои идеи в пять романов, [читатели] могут надеяться и на третье великое пророчество».
«Пропавший герой» стал лауреатом премии Barnes & Noble в номинации «лучшая книга 2010 года» и был удостоен награды «лучшая книга штата Массачусетс» в 2014 году. Рик Риордан был назван «автором года» за роман на премии «Выбор детей» в 2011 году. Американская библиотечная ассоциация включила её в «список лучших художественных произведений для молодежи» в 2012 году.

## Продолжение
Следующим циклом, повествующим о греческой мифологии, стала серия Испытания Аполлона. Первая книга под названием «Тайный оракул» была выпущена в США 3 мая 2016 года. Вторая книга, «Тёмное пророчество», вышла 2 мая 2017 года. Третья книга, «Горящий лабиринт», вышла 1 мая 2018 года. Четвёртая книга, «Гробница тирана», вышла 24 сентября 2019 года.